# Mariano Gaspar
Mariano Gaspar Remiro (Épila, Zaragoza, 9 de abril de 1868 - ídem, 5 de agosto de 1925), fue un hebraísta y arabista español, miembro de la Real Academia de la Historia. 

## Biografía
Estudió en el seminario conciliar de Zaragoza y finalmente se licenció en Filosofía y Letras en su Universidad. En 1890 se doctoró en la Universidad Central de Madrid y en 1893 se licenció en Derecho en la Universidad de Salamanca. Fue catedrático de árabe y hebreo en las universidades de La Habana (1892), Salamanca (donde publicó una Gramática Hebrea en 1895), Granada (1898), donde fue vicerrector y decano de Filosofía y Letras, y, finalmente, en la entonces Universidad Central, en Madrid (1913). Miembro de la Real Academia de la Historia, fue elegido para formar parte de ella el 24 de octubre de 1919 y tomó posesión el 23 de mayo de 1920 con un discurso sobre Los cronistas hispanojudíos. En 1910 fue miembro del Centro de Estudios Históricos de Granada y su Reino, y fundó y dirigió su Revista del Centro de Estudios Históricos de Granada, primero de sus logros firmes. Si bien el Centro y su Revista realizaron actividades y acogieron trabajos de diversa índole, prácticamente la mitad de lo que se llevaba a cabo se refiriera a temas árabes por la influencia que este poseía en la institución. La Revista dejó de publicarse en 1925, con 15 números aparecidos. En 1923 participó en el Congreso de Historia de la Corona de Aragón celebrado en Valencia y poco antes de morir, en 1924, trabajó para conseguir que la antigua catedral aragonesa de Roda de Isábena fuese declarada monumento nacional. Póstumo fue su libro Relaciones de la Corona de Aragón con los Estados musulmanes de Occidente

## Obras
- Gramática hebrea, con ejercicios de lectura, análisis y traducción, Salamanca, 1895.
- Historia de la Murcia musulmana, Zaragoza: Tip. de Andrés Uriarte, 1905.[5] Premiada por la Real Academia de la Historia en 1904 y reimpresa en Murcia: Academia Alfonso X el Sabio, 1980.
- Aportaciones al vocabulario judaico español
- Homenaje á D. Francisco Codera en su jubílación del profesorado, 1904.
- Trad. de Ibn al-Khaṭīb, Correspondencia diplomática entre Granada y Fez (siglo XIV). Extractos de la "Raihana alcuttab" (mss. de la Biblioteca del Escorial), Granada: imprenta El Defensor de Granada, 1916.[6]
- Escrituras árabes granadinas
- Documentos árabes en la corte nazarita de Granada, 1911.[7]
- Últimos pactos y correspondencia íntima entre los Reyes Católicos y Boabdil sobre la entrega de Granada, 1912.
- Las inscripciones de la Alhambra
- Fernando II de Aragón en la reconquista del reino moro de Granada, conferencia en el Ateneo de Zaragoza (1919).
- Los cronistas hispano-judíos: discurso leído ante la Real Academia de la Historia en el acto de su recepción pública el 23 de mayo de 1920, 1920.[8]
- Cordobeses musulmanes en Alejandría y Creta (aportación al homenaje nacional a Francisco Codera Zaidín), 1904.[9]
- Traducción de los dos volúmenes de Aḥmad ibn ʻAbd al-Wahhāb Nuwayrī, Historia de los musulmanes de España y África, 1917.
- Traducción y prólogo de Abū Ḥammū, El Collar de Perlas del rey Muza II, 1899.
- Relaciones de la Corona de Aragón con los Estados musulmanes de Occidente. El negocio de Ceuta entre Jaime II de Aragón y Aburribia Solaimán sultán de Fez contra Mohamed III de Granada, Madrid: Viuda de Gaspar Remiro, 1925.
- Escritores árabes de Granada (1907)
- Granada en poder de los Reyes Católicos (años 1492-1494), 1912.
- Vocablos y frases del judeo-español (1912)
- Presentimiento y juicio de los moros españoles sobre la caída inminente de Granada y su reino en poder de los cristianos, 1911.
- Los Manuscritos rabínicos de la Biblioteca Nacional

## Aficiones y tesoros
Poseía una colección de manuscritos árabes, como queda constancia con Al-Qur'an. (Materia religiosa) en el que aparece un sello de su biblioteca privada.